# Gornjane
Gornjane (serbisch-kyrillisch Горњане) ist ein Dorf in der Opština Bor und im Okrug Bor im Osten Serbiens.
Das Dorf liegt 25 Kilometer nördlich von Bor auf etwa 400 m Höhe zwischen den Tälern der Bäche Ljubova (im Osten) und Lozovica (im Westen).
Das Dorf liegt im Norden der Opština, 27 km von der Gemeindehauptstadt Bor entfernt. Gornjane liegt zwischen den Bergen Stol, Veliki krš und Mali krš. Die Fläche des Ortes beträgt 9034 Hektar.
Erstmals erwähnt worden ist Gornjane im Zusammenhang mit der osmanischen Eroberung 1524 als Gornjan.

## Einwohner
Die Volkszählung 2011 (Eigennennung) ergab, dass 896 Menschen im Dorf leben.
Weitere Volkszählungen:
- 1948: 2.061
- 1953: 2.126
- 1961: 2.093
- 1971: 1.875
- 1981: 1.705
- 1991: 1.446
- 2002: 1.114
- 2011: 896